# خدا نزدیک است
خدا نزدیک است فیلمی  به کارگردانی و نویسندگی علی وزیریان و تهیه‌کنندگی جواد نوروزبیگی محصول سال ۱۳۸۵ است.
خدا نزدیک است در مهر ۱۳۸۶ همزمان با عید فطر بر روی پرده سینما رفت.

## خلاصه داستان
رضا با موتور مسافرکشی می‌کند. او در نگاه اهالی، شیرین عقل است، لیکن در باطن جوانی با عاطفه و مهربان و برخوردار از سلامت کامل ذهنی است. در نزدیکی محل زندگی رضا، روستای کوچکی است که بخشی از جاده آن در مسیر سیل ویران شده‌است. اهالی برای تردد به آنجا ناچارند با موتورهای مسافرکش و از راه جنگلی عبور کنند. در همین ایام، لیلا معلم جدید روستا از راه می‌رسد و برای رفتن به مدرسه ناچار می‌شود با موتور سفر کند. رضا دلباخته لیلا  معلم مدرسه شده، رفته‌رفته احوالاتش به گونه‌ای تغییر می‌یابد که مادرش او را برای شفا به امامزاده می‌برد...

## جشنواره‌ها

### داخلی
خدا نزدیک است در بخش‌های  فیلم‌های اول و فیلم‌های میهمان بیست و پنجمین دوره جشنواره فیلم فجر شرکت داشته‌است و توانسته دیپلم افتخار بخش فیلم‌های اول این جشنواره را از آن خود کند.
همچنین این فیلم در بیست و ششمین دوره جشنواره فیلم فجر در بخش پوستر (اعلان دیواری) نیز شرکت داشته‌است.
این فیلم در یازدهمین جشن خانه سینما نیز شرکت داشته‌است. 

### خارجی
فیلم خدا نزدیک است در دهمین جشنواره بین‌المللی فیلم سینما و دین در کشور ایتالیا و دهمین جشنواره بین‌المللی فیلم داکا در کشور بنگلادش نیز حضور داشته‌است.
برنده جایزه دون تونینو بلو در سال ۲۰۰۷ از جشنواره فیلم‌های مذهبی ایتالیا شد.